# Marcelo Linardi
Marcelo Linardi (1961) é um engenheiro químico brasileiro, que contribuiu para o avanço da tecnologia de célula a combustível e atuou como Diretor de P&D e Ensino do Instituto de Pesquisas Energéticas e Nucleares (IPEN) de 2013 até 2019. Recebeu o título de Pesquisador Emérito do IPEN em 2019.

## Vida Pessoal
Nasceu em Bragança Paulista em 09/02/1961. É filho de Esdras H. Linardi e Nádia Therezinha Tezoni Linardi. Tem um filho, Daniel C. M. Linardi e uma neta, Júlia C. Linardi. É casado com Jair Ribeiro Soares Jr.

## Carreira Acadêmica
Cursou Engenharia Química pela Universidade Estadual de Campinas, e fez mestrado em Ciências Nucleares pelo ITA, além do doutorado na Universidade de Karlsruhe, Alemanha durante 4 anos. No Brasil iniciou desenvolvimentos na área de combustível nuclear no IPEN-CNEN/SP e fez Pós-doutorado na Universidade de Darmstadt, Alemanha, sob a supervisão do Prof. Dr. Hartmut Wendt, por 2 anos. Atualmente é pesquisador voluntário do Instituto de Pesquisas Energéticas e Nucleares. Marcelo Linardi teve atuação muito importante no Programa Brasileiro de Células a Combustível e Hidrogênio (PROH2) do MCTI coordenando o projeto de formação de 6 Redes Nacionais, e coordenando efetivamente 3 destas Redes por 5 anos.

## Áreas de atuação
No início de sua carreira, Marcelo Linardi especializou-se em tecnologia de combustíveis nucleares, com ênfase em processos de recuperação de Tório, além de recuperação de Urânio, via processo eletroquímico, de combustíveis nucleares gastos. Num segundo momento de sua carreira científica, atuou na área de Química, com ênfase em Eletroquímica principalmente nos seguintes temas: célula a combustível, eletrocatálise, hidrogênio e etanol. Foi professor do curso de Pós-graduação IPEN/USP em “Tecnologia Nuclear”, onde formou 10 doutores, 10 mestres e supervisionou 5 Pós-doutorados. Como Diretor do IPEN criou várias iniciativas de gestão para o fomento de P&D e Ensino, criou o prêmio IPEN de Inovação Tecnológica, idealizou e implementou vários acordos acadêmicos nacionais, e em 2019 mplementou um novo programa de Pós-Graduação profissional na área de saúde, denominado “Tecnologia das Radiações em Ciências da Saúde” .

## Reconhecimento
Recebeu o título de Pesquisador Emérito do IPEN em 2019 . O Centro Nacional de Referência em Energia do Hidrogênio (CENEH), da UNICAMP fez uma homenagem ao Dr. Linardi em 2014, pelas relevantes contribuições em pesquisa, formação de RH e projetos na área de Hidrogênio e Células a Combustível. Recebeu 3 menções honrosas em congressos, sendo um deles internacional (Espanha).

## Livros Publicados
1. Introdução à Ciência e Tecnologia de Células a Combustível. 1. ed. São Paulo: Editora Artliber. v. 1. 152p. 2010.
2. O IPEN e a Inovação Tecnológica: Passado, Presente e Futuro. Editora SENAI, São Paulo. 168p. ISBN 978-85-8393-556-8, 2016.
3. O IPEN e a Saúde. Editora SENAI, São Paulo. 279p. ISBN 978-85-534-0183-3, 2019.
4. O IPEN e a Nanotecnologia. Editora SENAI, São Paulo. 124p., ISBN 978-85-534-0183-3, 2020.

## Ligações Externas
- Página de Marcelo Linardi na Biblioteca Virtual da FAPESP